# Gombás Pál
Gombás Pál (Selegszántó, 1909. június 5. – Budapest, 1971. május 17.) kétszeres Kossuth-díjas fizikus, egyetemi tanár, az MTA tagja. Az atomok, az atommagok és a fémek statisztikus elméletével, továbbá a kvantumelmélet közelítő módszereivel foglalkozott.

## Élete
Gombás János és Gräf Mária Anna fiaként született. Tanulmányait a budapesti Pázmány Péter Tudományegyetemen végezte, ahol 1932-ben matematika–fizika szakos tanári oklevelet szerzett, majd ugyanitt az elméleti fizikai tanszéken Ortvay Rudolf tanársegédje lett. 1934–1938 között belföldi kutatási ösztöndíjas volt. 1939-ben kinevezték a szegedi Ferenc József Tudományegyetemen egyetemi tanárrá, majd 1941-től a kolozsvári egyetem nyilvános rendes tanára lett. 1945 után a Budapesti Műszaki Egyetem fizika tanszékén lett tanár. 1946-tól a Magyar Tudományos Akadémia tagjává, 1948–1958 között alelnökévé választották. 1947-ben az USA-ba távozott, 1948-ban tért haza, hazatérésétől kezdve haláláig a fizikai tanszék vezetője volt.
1954-től a Magyar Tudományos Akadémia Elméleti Fizikai Kutató Csoportjának igazgatója volt és tagja az Eötvös Loránd Fizikai Társulat elnökségének.
Nagy szerepe volt a hazai elméleti fizikai kutatások fejlesztésében. Tragikus hirtelenséggel bekövetkezett halála előtt az MTA elméleti-fizikai kutatócsoportjának igazgatója és a Budapesti Műszaki Egyetem villamosmérnöki kara fizikai intézetének vezetője.
Gombás Pál a kvantummechanikai többtestproblémával és alkalmazásával még mint tanársegéd kezdett el foglalkozni, s e témakör mindvégig foglalkoztatta. Törekedett az egyszerű módszerek kidolgozására, ezért a statisztikus atomelmélet kérdéseivel is foglalkozott, melynek kiváló képviselője is volt. Ezen elmélet legfejlettebb modelljét a szakirodalom ma is Thomas-Fermi-Gombás-modell néven idézi.
Ezenkívül a pszeudopotenciálok elméletével és alkalmazásával, a szilárd testek és az atommagok elméletével, az atomhéj-fizika kérdésével is foglalkozott.
Ő volt az egyetlen magyar szerző, aki az atomi rendszerek statisztikus elméletéről írt. Ez az írása a Handbuch der Physik című sorozat 36. kötetében jelent meg.
1971. május 17-én halt meg Budapesten; öngyilkos lett.
Több mint 130 szakdolgozat és 12 könyv – mely részben idegen nyelven jelent meg – foglalja magába munkásságát. Szerkesztette az Acta Physica, Physics Letters című szakfolyóiratokat is. Emlékét őrzi az Eötvös Loránd Fizikai Társulat Gombás Pál-díja, amit az alkalmazott kvantumelmélet kutatása területén kimagasló eredményt elérő kutatónak adományozhatnak.

## Díjai, elismerései
- Kossuth-díj (1948, 1950)
- Magyar Népköztársasági Érdemrend (1951)
- Munka Érdemrend arany fokozata (1969)

## Művei
12 könyve és több mint 130 tudományos dolgozata jelent meg:
- Bevezetés az elméleti fizikába, Akadémiai Kiadó, Budapest, 1971
- Az atom statisztikus elmélete és alkalmazásai
- A hullámmechanika többtestproblémája